# Вишакхадатта
Вишакхадатта (санскр. विशाखदत्त; VII век, по другим источникам V—VI века) — древнеиндийский санскритский поэт и драматург. О его жизни неизвестно ничего, однако его единственная дошедшая до наших дней пьеса «Перстень Ракшасы» («Мудраракшасса») позволяет судить об авторе как о пламенном патриоте, призывающем к объединению Индии. Её действие происходит во времена знаменитого царя Чандрагупты. От других пьес Вишакхадатты сохранились лишь незначительные отрывки.